# Liste der Bodendenkmäler in Ehingen (Landkreis Augsburg)
Auf dieser Seite sind die Bodendenkmäler in der schwäbischen Gemeinde Ehingen zusammengestellt. Diese Tabelle ist eine Teilliste der Liste der Bodendenkmäler in Bayern. Grundlage ist die Bayerische Denkmalliste, die auf Basis des Bayerischen Denkmalschutzgesetzes vom 1. Oktober 1973 erstmals erstellt wurde und seither durch das Bayerische Landesamt für Denkmalpflege geführt wird. Die folgenden Angaben ersetzen nicht die rechtsverbindliche Auskunft der Denkmalschutzbehörde.

## Bodendenkmäler in Ehingen
| Lage       | Objekt                                                                                   | Akten-Nr.     | Bild |
| ---------- | ---------------------------------------------------------------------------------------- | ------------- | ---- |
| (Standort) | Burgstall des Mittelalters.                                                              | D-7-7330-0054 |      |
| (Standort) | Siedlung der Urnenfelder- und Hallstattzeit, Grabenwerk vorgeschichtlicher Zeitstellung. | D-7-7330-0057 |      |
| (Standort) | Mittelalterliche und frühneuzeitliche Befunde im Bereich der Kath. Filialkirche          | D-7-7330-0239 |      |
| (Standort) | Grabhügel vorgeschichtlicher Zeitstellung.                                               | D-7-7430-0040 |      |
| (Standort) | Grabhügel vorgeschichtlicher Zeitstellung.                                               | D-7-7430-0049 |      |
| (Standort) | Körpergräber vor- und frühgeschichtlicher Zeitstellung.                                  | D-7-7430-0050 |      |
| (Standort) | Körpergräber der Frühbronzezeit.                                                         | D-7-7430-0051 |      |
| (Standort) | Grabhügel der Hallstattzeit.                                                             | D-7-7430-0069 |      |
| (Standort) | Siedlung vorgeschichtlicher Zeitstellung sowie des Mittelalters und der Neuzeit.         | D-7-7430-0071 |      |
| (Standort) | Siedlung der Linearbandkeramik.                                                          | D-7-7430-0073 |      |
| (Standort) | Siedlung der Urnenfelderzeit.                                                            | D-7-7430-0074 |      |
| (Standort) | Siedlung des Neolithikums und der frühen bis mittleren Bronzezeit.                       | D-7-7430-0079 |      |
| (Standort) | Siedlungen des Neolithikums, der Latènezeit, der Römischen Kaiserzeit                    | D-7-7430-0251 |      |
| (Standort) | Siedlung der Pollinger Gruppe.                                                           | D-7-7430-0252 |      |